# Ordre dynastique

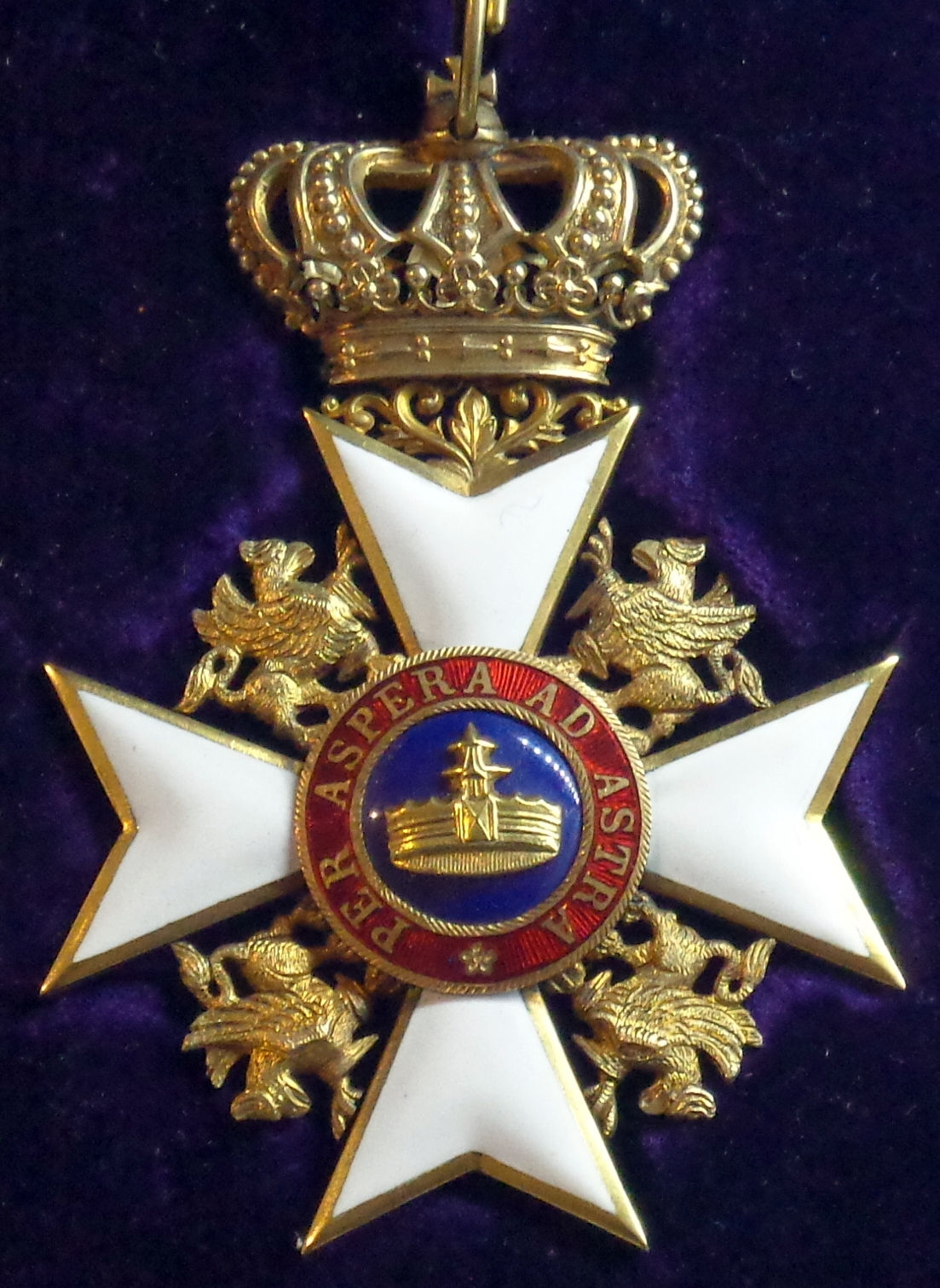
Insigne de commandant de l'Ordre de la Couronne de Wende (Mecklenburg-Strelitz 1880-1900) - Tallinn Museum of Orders.

Un ordre dynastique est un ordre de chevalerie ou une distinction honorifique qui, bien qu'ayant été aboli ou supprimé par les autorités de son pays d'origine  à la suite d'un changement de régime politique (comme la chute d'une monarchie), continue d'être conféré par la famille anciennement souveraine de cet État. Cet ordre repose sur le fons honorum (source d'honneur) du chef de famille ou d'un membre d'une famille royale ou impériale, qui incarne l'autorité morale et historique de la dynastie ex-régnante.
En pratique, un ordre dynastique est souvent maintenu par la famille royale ou impériale déchue comme un symbole de leur légitimité historique et de leur continuité dynastique. Le chef de famille, en tant que détenteur du fons honorum, porte les insignes de l'ordre et a le droit de créer des chevaliers ou des membres parmi les siens, les membres d'autres maisons souveraines, ou des partisans fidèles à la cause de la dynastie.
Un ordre dynastique peut également être créé après la chute d'une monarchie, à condition qu'il soit établi par un chef de famille ou un membre d'une dynastie ex-régnante, et qu'il s'inscrive dans la tradition et les prérogatives historiques de cette famille. Ces ordres sont souvent décernés lors de cérémonies protocolaires ou symboliques, et leur valeur est principalement honorifique et historique plutôt que légale.
En résumé, un ordre dynastique est une distinction qui repose sur l'autorité morale et historique (fons honorum) d'une famille royale ou impériale, qu'elle soit encore régnante ou déchue. Il représente un lien vivant avec le passé monarchique et continue à être délivré pour perpétuer les traditions, les valeurs et la mémoire de la dynastie.
Abolition et continuité
Les ordres dynastiques sont effectivement des ordres de chevalerie qui ont perdu leur reconnaissance officielle à la suite d'un changement de régime politique (comme la chute d'une monarchie). Cependant, la famille anciennement régnante continue à les délivrer, souvent en tant que symbole de leur légitimité historique et de leur rôle traditionnel.
Port des insignes
Le chef de famille, en tant que gardien de la tradition, porte effectivement les insignes de l'ordre et peut les conférer à d'autres. Cela inclut souvent des membres de la famille, des alliés, ou des personnalités qu'ils souhaitent honorer. Ces distinctions sont généralement portées lors d'événements protocolaires ou symboliques.
Reconnaissance internationale
Bien que ces ordres ne soient plus reconnus par l'État d'origine, ils peuvent parfois être reconnus par d'autres monarchies ou par des cercles aristocratiques et historiques. Leur valeur est donc souvent symbolique et honorifique plutôt que légale.
Exemples historiques
Des exemples célèbres incluent l'Ordre de la Toison d'Or (associé à la maison de Habsbourg et à la maison de Bourbon) ou l'Ordre de Saint-Michel (lié à la monarchie française). Ces ordres ont une longue histoire et une grande valeur symbolique, même après la fin des régimes qui les ont créés.
Distinction avec les ordres officiels
Il est important de noter que les ordres dynastiques se distinguent des ordres officiels encore reconnus par les États modernes. Par exemple, l'Ordre de la Légion d'honneur en France ou l'Ordre de l'Empire britannique au Royaume-Uni sont des distinctions officielles, contrairement aux ordres dynastiques.

## France
Branche aînée des Capétiens, la maison de Bourbon-Anjou (parti légitimiste) :
- ordre du Saint-Esprit ;
- ordre de Saint-Michel ;
- ordre royal et militaire de Saint-Louis.

La branche cadette des Orléans (parti orléaniste) ne les porte pas et ne les revendique pas.
En 2014, le prétendant orléaniste a créé son propre ordre, l'ordre de l'Étoile.

## Albanie
Maison de Zogu :
- ordre de Skanderbeg ;
- ordre de la Fidélité.

## Allemagne
- Duché d'Anhalt (maison d'Ascanie) :
  - ordre d'Albert-l'Ours ;
- Grand-duché de Bade (maison de Zähringen) : 
  - Ordre de la Fidélité ;
  - Ordre du Lion de Zaeringen.
- Royaume de Bavière (maison de Wittelsbach) :
  - ordre de Saint-Hubert ;
  - ordre de Saint-Georges ;
  - ordre de Thérèse (ordre féminin).
- Duché de Brunswick (*1) :
  - ordre de Henri-le-Lion .
- Royaume de Hanovre (maison des Guelfes, dite de Brunswick-Lünebourg):
  - ordre de Saint-Georges ;
  - Ordre royal des Guelfes.
- Grand-duché et Électorat de Hesse (maison de Brabant) :
  - Ordre de Louis de Hesse ;
  - Ordre du Lion d'or ;
  - Ordre de Philippe le Magnanime ;
  - Ordre de l'Etoile de Brabant.
- Principauté de Hohenzollern (Hechingen et Sigmaringen) :
  - Ordre de Hohenzollern.
- Principauté de Lippe et de Schaumbourg-Lippe :
  - Ordre de la Maison de Lippe.
- Grands-duchés de Mecklembourg (Schwerin et Strelitz) :
  - Ordre du Griffon ;
  - Ordre de la Couronne de Wende.
- Grand-duché d'Oldenbourg :
  - Ordre du Mérite du duc Pierre-Frédéric-Louis.
- Royaume de Prusse (maison de Hohenzollern) :
  - Ordre de l'Aigle noir ;
  - Ordre du Mérite de la couronne de Prusse ;
  - Ordre de l'Aigle rouge ;
  - Ordre de la Couronne ;
  - Ordre de Hohenzollern ;
  - Ordre de Louise (ordre féminin) ;
  - Ordre de Guillaume.
- Principautés de Reuss (maison de Plauen) :
  - ordre la Croix d'Honneur de Reuss.
- Royaume de Saxe (maison de Wettin) :
  - ordre de la Couronne de Saxe ;
  - ordre militaire de Saint-Henri ;
  - ordre de Sidonie (ordre féminin).
- Duchés saxons (Meiningen, Cobourg et Altenbourg) :
  - Ordre de la Maison ernestine de Saxe.
- Grand-duché de Saxe-Weimar-Eisenach (maison de Wettin) :
  - Ordre du Faucon blanc.
- Principautés de Schwarzbourg (*2) :
  - ordre de la Croix d'Honneur de Schwarzbourg.
- Principauté de Waldeck-Pyrmont :
  - ordre du Mérite.
- Royaume de Wurtemberg :
  - ordre de la Couronne de Wurtemberg ;
  - ordre de Frédéric ;
  - ordre d'Olga (ordre féminin).

- 1 : depuis 1884 le Duché de Brünswick et le royaume de Hanovre ont la même dynastie, celle-ci dispose donc des ordres dynastiques des 2 États.
- 2 : la dynastie schwarzbourgeoise s'est éteinte en ligne masculine en 1971 et en ligne féminine en 1984 et il est probable que l'ordre dynastique soit de fait éteint.

## Autriche
Maison de Habsbourg-Lorraine :
- ordre de la Toison d'Or ;
- ordre la Croix Etoilée (ordre féminin) ;
- ordre d'Elisabeth (ordre féminin).

## Brésil
Maison d'Orléans-Bragance :
- ordre impérial de la Croix du Sud ;
- ordre impérial de la Rose ;
- ordre de Pierre Ier ;
- ordre impérial du Christ ;
- ordre de Saint-Benoît d'Aviz ;
- ordre de Saint-Jacques de l'Épée.

## Bulgarie
Maison de Saxe-Cobourg et Gotha :
- ordre des Saints-Cyrille-et-Méthode ;
- ordre de Saint-Alexandre.

## Chine/Mandchoukouo
Dynastie Qing :
- ordre du Double Dragon (Chine) ;
- ordre impérial du Trône de Chine (Chine) ;
- ordre de la Fleur d'Orchidée (Mandchoukouo) ;
- ordre du Dragon Illustre (Mandchoukouo) ;
- ordre des Nuages Propices (Mandchoukouo) ;
- ordre des Piliers de l'État (Mandchoukouo).

## Corée
Dynastie Yi :
- ordre de la Règle d'Or ;
- ordre des Etoiles propices ;
- ordre de la Fleur de Prunier ;
- ordre du Pavillon national ;
- ordre du Faucon pourpre ;
- ordre des Huit Trigrammes ;
- ordre du Phénix propice.

## Égypte
Maison de Méhémet Ali :
- ordre de Méhémet-Ali ;
- ordre du Nil ;
- ordre d'Ismaïl ;
- ordre du Collier de Fouad Ier ;
- ordre militaire de l'Étoile de Fouad Ier ;
- ordre des Vertus.

## Éthiopie
Dynastie salomonide :
- ordre de Salomon ;
- ordre du Sceau de Salomon ;
- ordre de la reine de Saba ;
- ordre de la Sainte-Trinité ;
- ordre de Ménélik II ;
- ordre de l'Étoile d'Éthiopie ;
- ordre de l'Empereur Haïlé-Sélassié Ier (créé en 1992 par le prétendant au trône Amha-Sélassié Ier) ;
- ordre du Lion d'Ethiopie (créé en 1996 par le prétendant au trône Amha-Sélassié Ier).

## Géorgie
Dynastie bagratide :
- ordre de l'Aigle de Georgie et la Tunique de Notre Seigneur Jésus-Christ ;
- ordre royal de Saint-David (créé en 2008 par le prétendant au trône, le prince Nugzar) ;
- ordre royal du Roi Irakli II (créé en 2008 par le prétendant au trône, le prince Nugzar) ;
- ordre de la Couronne du royaume de Georgie (créé en 2013 par le prétendant au trône, le prince Nugzar).

## Grèce
Maison d'Oldenbourg :
- Ordre du Sauveur
- Ordre des Saints-Georges-et-Constantin
- Ordre des Saintes-Olga-et-Sophie (ordre féminin)
- Ordre de Georges Ier

## Hongrie
Maison de Habsbourg-Lorraine :
- Ordre de Saint-Étienne de Hongrie

## Italie
- Royaume d'Italie (Maison de Savoie) :
  - Ordre suprême de la Très Sainte Annonciade
  - Ordre des Saints-Maurice-et-Lazare
  - Ordre civil de Savoie
  - Ordre du Mérite de Savoie (créé en 1988 par le prétendant au trône Victor-Emmanuel IV, prince de Naples)
- Royaume des Deux-Siciles (Maison de Bourbon-Siciles) :
  - Ordre royal de Saint-Janvier
  - Ordre royal de Saint-Ferdinand et du mérite.
  - Ordre sacré et militaire constantinien de Saint-Georges.
  - Ordre royal de François Ier
- Royaume de Naples (Maison Murat) :
  - Ordre royal des Deux-Siciles
- Duché de Parme (Maison de Bourbon-Parme) :
  - Ordre constantinien de Saint-Georges
  - Ordre de Saint-Louis
- Grand-Duché de Toscane (Maison de Habsbourg-Lorraine) :
  - Ordre de Saint-Étienne, pape et martyr
  - Ordre de Saint-Joseph

## Monténégro
Maison Petrović-Njegoš :
- Ordre de Petrovick-Njegoch
- Ordre du prince Danilo Ier.
- Ordre de Saint-Pierre de Cetinje.

## Mali
Dynastie Keita :
- Ordre Impérial du Lion du Mandé

## Portugal
Maison de Bragance :
- Ordre de Notre-Dame de l'Immaculée Conception de Vila Viçosa
- Ordre royal de Saint-Michel de l'Aile.
- Ordre de Sainte-Isabelle (ordre féminin).
- Ordre du Mérite de la Maison royale Portugaise (créé en 1993 par le prétendant au trône Edouard III, duc de Bragance)

## Roumanie
Maison de Hohenzollern :
- Ordre de Charles Ier
- Ordre de la Couronne de Roumanie
- Ordre de Michel le Brave

## Russie
Maison Romanov :
- Ordre impérial de Saint-André, premier des apôtres
- Ordre de Saint-Alexandre-Newski
- Ordre impérial et militaire de Saint-Georges
- Ordre de Saint-Vladimir
- Ordre de Sainte-Anne
- Ordre de l'Aigle Blanc
- Ordre de Saint-Stanislas
- Ordre de Sainte-Catherine (ordre féminin)
- Ordre de Saint-Nicolas le Thaumaturge (créé en 1929 par le prétendant au trône, le grand-duc Cyrille)
- Ordre de Saint-Michel l'Archange (créé en 1988 par le prétendant au trône, le grand-duc Wladimir)

## Serbie/Yougoslavie
Maison Karageorgevitch :
- Ordre du Prince Saint Lazare
- Ordre de l'Aigle Blanc
- Ordre royal de Saint-Sava
- Ordre de l'Étoile de Karageorge
- Ordre de la Couronne de Yougoslavie

## Empire ottoman(Turquie)
Dynastie osmanlie :
- ordre de la Maison d'Osman (Nichan i Hanedani Ali Osman).

## Comores
- Ordre de l'Étoile de Grande-Comore.

## Rwanda
Dynastie Abanyiginya :
- Ordre royal du Lion (Intare)
- Ordre royal de la Couronne (Ikamba)
- Ordre royal de la Grue Couronnée (Usumbere)
- Ordre royal du Tambour (Kalinga)

## Sulu
Maison Kiram :
- Ordre de la Perle (créé en 2011 par le prétendant au trône, le sultan Medzul-Lail-Tan-Kiram).

## Viêt Nam
Dynastie Nguyễn :
- ordre impérial du Dragon d’Annam.